# Random Lake (Wisconsin)
Random Lake es una villa ubicada en el condado de Sheboygan en el estado estadounidense de Wisconsin. En el Censo de 2010 tenía una población de 1.594 habitantes y una densidad poblacional de 364,39 personas por km².

## Geografía
Random Lake se encuentra ubicada en las coordenadas 43°33′23″N 87°57′13″O / 43.55639, -87.95361. Según la Oficina del Censo de los Estados Unidos, Random Lake tiene una superficie total de 4.37 km², de la cual 3.49 km² corresponden a tierra firme y (20.13%) 0.88 km² es agua.

## Demografía
Según el censo de 2010, había 1.594 personas residiendo en Random Lake. La densidad de población era de 364,39 hab./km². De los 1.594 habitantes, Random Lake estaba compuesto por el 95.42% blancos, el 0.44% eran afroamericanos, el 0.25% eran amerindios, el 0.63% eran asiáticos, el 0% eran isleños del Pacífico, el 2.2% eran de otras razas y el 1.07% pertenecían a dos o más razas. Del total de la población el 4.45% eran hispanos o latinos de cualquier raza.